# 12373 Lancearmstrong
Lancearmstrong (asteróide 12373) é um asteróide da cintura principal, a 2,1730941 UA. Possui uma excentricidade de 0,1132704 e um período orbital de 1 401,29 dias (3,84 anos).
Lancearmstrong tem uma velocidade orbital média de 19,02606977 km/s e uma inclinação de 6,75429º.
Este asteróide foi descoberto em 15 de Maio de 1994 por Charles de Saint-Aignan.